# Johannes Knutsson
Johannes Knutsson, född 1947, är en svensk kriminolog och polisforskare, verksam i Norge.
Knutsson disputerade 1984 i kriminologi vid Stockholms universitet. Han blev 1988 docent i kriminologi vid Stockholms universitet och 1999 blev han professor i polisforskning vid Politihøgskolen i Oslo. Han har också varit verksam vid Rikspolisstyrelsen, Brottsförebyggande rådet och Polishögskolan i Sverige.